# Ricardo Ruiz de Viñaspre
Ricardo Enrique Ruiz de Viñaspre Rencoret es un ingeniero comercial y funcionario chileno. Entre agosto de 2018 y julio de 2022  desempeñó como director nacional del Servicio Nacional de Capacitación y Empleo (Sence), bajo los gobiernos de Sebastián Piñera y Gabriel Boric.

## Estudios
Realizó sus estudios superiores ingresando en 2003, a la carrera de ingeniería comercial de la Universidad Diego Portales, egresando con «distinción máxima» en 2008. Luego, entre 2010 y 2012, cursó un máster en economía de la Universidad de Chile.

## Carrera profesional
Comenzó su actividad profesional durante el primer gobierno de Sebastián Piñera, incorporándose en enero de 2011, como asesor de la ministra del Trabajo y Previsión Social, Evelyn Matthei. En ese cargo, integró la Comisión Revisora del Sistema de Capacitación e Intermediación laboral (más conocida como Comisión Larrañaga), responsable de revisar las políticas de capacitación, intermediación, empleabilidad y formación de competencias en el trabajo, vigentes en Chile.
Con la llegada de Michelle Bachelet por segunda vez a la presidencia de la República en marzo de 2014, abandonó su posición en el ministerio, pasando a desempeñarse como jefe de la Unidad de Encuestas del Centro de Microdatos de la Universidad de Chile, función que ejerció hasta marzo de 2018. Paralelamente, entre abril de 2015 y octubre de 2017, ejerció como consultor en materia de evaluación de impacto en la firma Carrillo Moreno y Ruiz de Viñaspre Consultores.
En abril de 2018, fue nombrado por el segundo gobierno de Sebastián Piñera, como subdirector nacional del Servicio Nacional de Capacitación y Empleo (Sence). Dejó el puesto el 16 de agosto de 2021, al ser elevado a la dirección nacional del organismo, tras el concurso de Alta Dirección Pública (ADP); asumiendo de esa manera la titularidad del organismo que se encontraba vacante desde abril de ese año. En su gestión, estuvo a cargo de la administración de los subsidios al empleo que implementó el servicio a causa de la crisis laboral debido a la pandemia de COVID-19.